# Zilverkeelstaartmees
De zilverkeelstaartmees (Aegithalos glaucogularis) is een zangvogel uit de familie staartmezen (Aegithalidae). De vogel behoort niet tot de familie van echte mezen (Paridae), staartmezen vormen een eigen familie.

## Verspreiding en leefgebied
Deze soort komt voor in centraal en noordoostelijk China en het oostelijke deel van Centraal-China en telt 2 ondersoorten:
- Aegithalos glaucogularis: centraal en noordoostelijk China.
- Aegithalos glaucogularis: het oostelijke deel van Centraal-China.